# Xã Caldwell, Michigan
Xã Caldwell (tiếng Anh: Caldwell Township) là một xã thuộc quận Missaukee, tiểu bang Michigan, Hoa Kỳ. Năm 2010, dân số của xã này là 1.317 người.